# Joseph Prathan Sridarunsil
Joseph Prathan Sridarunsil SDB (ur. 9 lutego 1946 w Wat Phleng) – tajski duchowny rzymskokatolicki, w latach 2004–2024 biskup Surat Thani.

## Życiorys
Święcenia kapłańskie przyjął 29 czerwca 1975 w zgromadzeniu salezjanów. Przez kilka lat pracował w zakonnych placówkach, zaś w 1982 wyjechał do Rzymu na studia licencjackie z teologii duchowości. Po uzyskaniu w 1984 tytułu powrócił do kraju i został dyrektorem domu dla kandydatów do zakonu w Hua Hin. W latach 1986–1992 był wikariuszem tajskiej inspektorii zgromadzenia, zaś w latach 1992-1998 jej przełożonym. Po zakończeniu kadencji objął rządy w placówkach zakonnych w Udonthani i Sampran, zaś w 2004 ponownie wybrano go na inspektora tajskich salezjanów.
9 października 2004 papież Jan Paweł II mianował go biskupem Surat Thani. Sakry biskupiej udzielił mu 28 listopada 2004 kard. Crescenzio Sepe.
W latach 2015–2021 pełnił funkcję wiceprzewodniczącego tajskiej Konferencji Episkopatu.
8 lipca 2024 przeszedł na emeryturę